# Francine Tumushime
Francine Tumushime est une femme politique rwandaise. Elle est ministre des Terres et des Forêts depuis 2017.

## Biographie
Au moins depuis 2012 et jusqu'en mars 2016, elle est directrice du développement communautaire et des services sociaux au ministère du Gouvernement local (Minaloc),. Elle quitte ce poste le 3 mai 2016, remplacée par Cheikh Hassa Bahame. Le 31 août 2017, elle est nommée ministre des Terres et des Forêts. Ce ministère est créé à partir de la partition du ministère des Ressources naturelles, scindé entre le ministère des Terres et des Forêts et celui de l'Environnement.

## Source
- (en) Cet article est partiellement ou en totalité issu de l’article de Wikipédia en anglais intitulé « Francine Tumushime » (voir la liste des auteurs).